# Jan III Hinckaert
Jan III Hinckaert, heer van Ohain en ridder († vóór 5 oktober 1489) was een Brabants edelman uit het geslacht Hinckaert.
Zijn ouders waren Jan II Hinckaert en Gertrude van Huldenberg. Met zijn echtgenote Catharina van der Borch had hij zes kinderen. Hinckaert was schildknaap aan het hof van Filips de Goede (1449-1461) en vocht tijdens de Gentse Opstand in de hertogelijke lijfwacht (1452). Hij trad op 4 oktober 1459, na het overlijden van zijn vader, in het bezit van de heerlijkheid Ohain, de helft van Chantelieu, het bos van Rixensart, en het hof van Farendijs in Hoeilaart. Hij was drie keer schepen van Brussel (1467/68, 1475/76, 1479/80). Vanaf 1475 is hij vermeld als ridder. Hij mocht het hertogelijk huis en hof in Hoeilaart gebruiken en ontving, als compensatie voor het ambt van grootwoudmeester en opperjachtmeester van zijn oudere broer Filips II, een rente.  Mogelijk deelde hij het jachtmeesterschap met zijn broer (1458-1468).
Hij overleed rond de convocatie van de Staten-Generaal van 1489 en werd opgevolgd door zijn zoon Jan IV Hinckaert. 

## Familie
Naast buitenechtelijke kinderen bij een drietal vrouwen had Hinckaert uit zijn huwelijk met Catharina van der Borch ook zes wettige kinderen:
- Jan IV Hinckaert
- Hendrik Hinckaert, kartuizer in Scheut
- Joos Hinckaert
- Philippina (Filipse) Hinckaert, getrouwd met Iwein van Cortenbach
- Katharina Hinckaert, getrouwd met Jan van den Heetvelde
- Geertruid Hinckaert, getrouwd met Walraven Draeck